# 가리푸나

가리푸나의 민족기

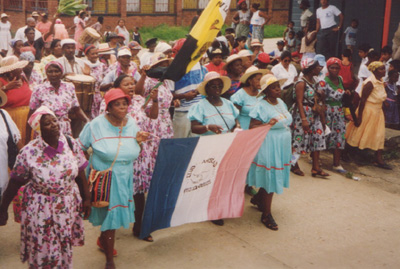
래브라도 거리 행사

가리푸나(Garifuna)는 벨리즈, 과테말라, 니카라과, 온두라스 등 중미 국가의 카리브해 연안에 거주하는 민족집단이다. 인구는 60만 명 ~ 80만 명 정도 된다. 인종은 아프리카인과 아라왁 족, 따이노 족, 카리브 족 등 카리브해 연안의 아메리카 토착민의 혼혈 혈통이며, 언어는 아라와크어족에 속하는 가리푸나어를 쓴다. 벨리즈를 통치한 영국 식민당국은 이들을 "검은 카리브인"이라고 불러 아프리카인들과 통혼하지 않은 "노란 카리브인"과 구별하였다.
본래 영국령 서인도 제도의 세인트빈센트섬에 살았으나 18세기 말 이들과 영국 식민당국과의 무력 충돌(제2차 카리브 전쟁) 이후 영국이 이들을 온두라스만 해안 지대로 강제이주시켜 현재도 그 후손은 중미 지역에 살고 있다.
2001년에 유네스코는 가리푸나인의 언어와 춤, 음악 등을 세계무형유산으로 지정하였다. 2005년에는 최초로 중미각국의 가리푸나인들의 회담이 니카라과의 콘 섬에서 열렸다.

## 같이 보기
- 칼리나고족
- 블랙 세미놀
- 영국령 온두라스
- 당그리가
- 삼보 (인종)